# Afife
Afife es una parroquia portuguesa del municipio de Viana do Castelo, con 11,08 km² de superficie y 1677 habitantes según censo de (2001), con una densidad de 151,4 habitantes/km².

## Situación geográfica
Afife es una parroquia limítrofe del municipio de Viana do Castelo, situada en el litoral Norte de Portugal. Limita al norte, parcialmente, con la parroquia de Vila Praia de Âncora (municipio de Caminha), y Freixieiro de Soutelo, en el municipio de Viana do Castelo; al sur, con la parroquia de Carreço y con una pequeña zona de la parroquia de Areosa; al este con la parroquia de Outeiro; y al oeste con el océano Atlántico.
Cuenta con una playa de arena fina de casi 4 km., con zonas de peñascos. En la parroquia de Afife nace un río con el mismo nombre, que tiene tres afluentes: los ribeiros da Pedreira, de Agrichousa y de O Fojo.

## Topónimo
Es posible que el topónimo Afife se trate de un genitivo antroponímico árabe, Afif, que inicialmente era utilizado como adjectivo para designar algo o alguien virtuoso; aparece en un documento de 1108, con la designación Afifi, sugiriendo la existencia de una Villa Afifi, que adquirió el nombre de su señor. A lo largo de los siglos, el topónimo fue presentando diferentes grafías: Fifi, Affifi, Afifi hasta culminar en Afife.

## Patrimonio

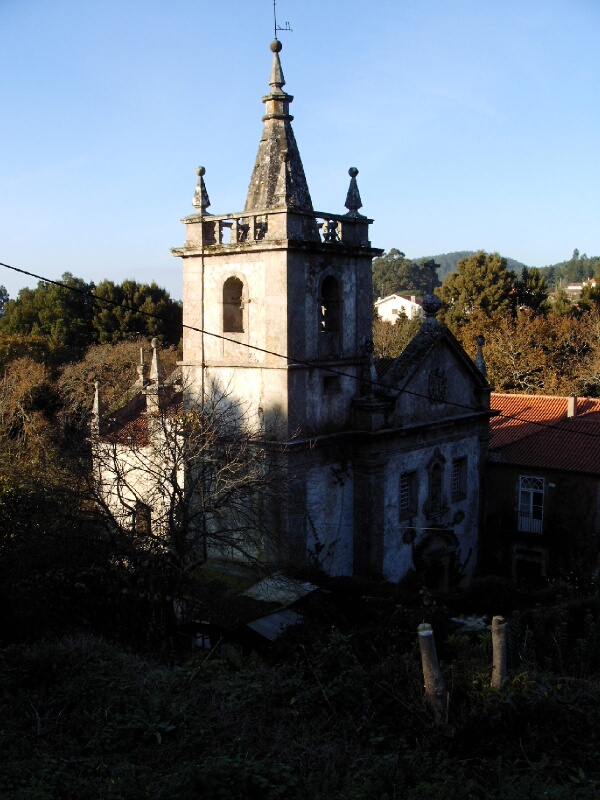
Convento de São João de Cabanas.

- Convento de São João de Cabanas

## Turismo
Con casi 4 quilómetros de arenas blancas y finas, Afife tiene 3 playas que ostentan desde hace años la Bandera Azul. De la oferta hotelera forman parte un hotel con 65 habitaciones y varias casas rurales. También es posible alquilar habitaciones en casas particulares durante el verano.